# Lomaspilis kumakurai
Lomaspilis kumakurai är en fjärilsart som beskrevs av Inoue 1956. Lomaspilis kumakurai ingår i släktet Lomaspilis och familjen mätare. Inga underarter finns listade i Catalogue of Life.